# Modanella
Modanella è una frazione del comune italiano di Rapolano Terme, nella provincia di Siena, in Toscana.

## Storia
Il borgo nacque in epoca alto-medievale e fu dominio dei conti Cacciaconti della Berardenga, per poi passare alla Repubblica di Siena che vi istituì una podesteria con residenza obbligatoria di un giusdicente civile.
Dal XIV secolo divenne proprietà dei Piccolomini.
Modanella contava 170 abitanti nel 1833.

## Monumenti e luoghi d'interesse

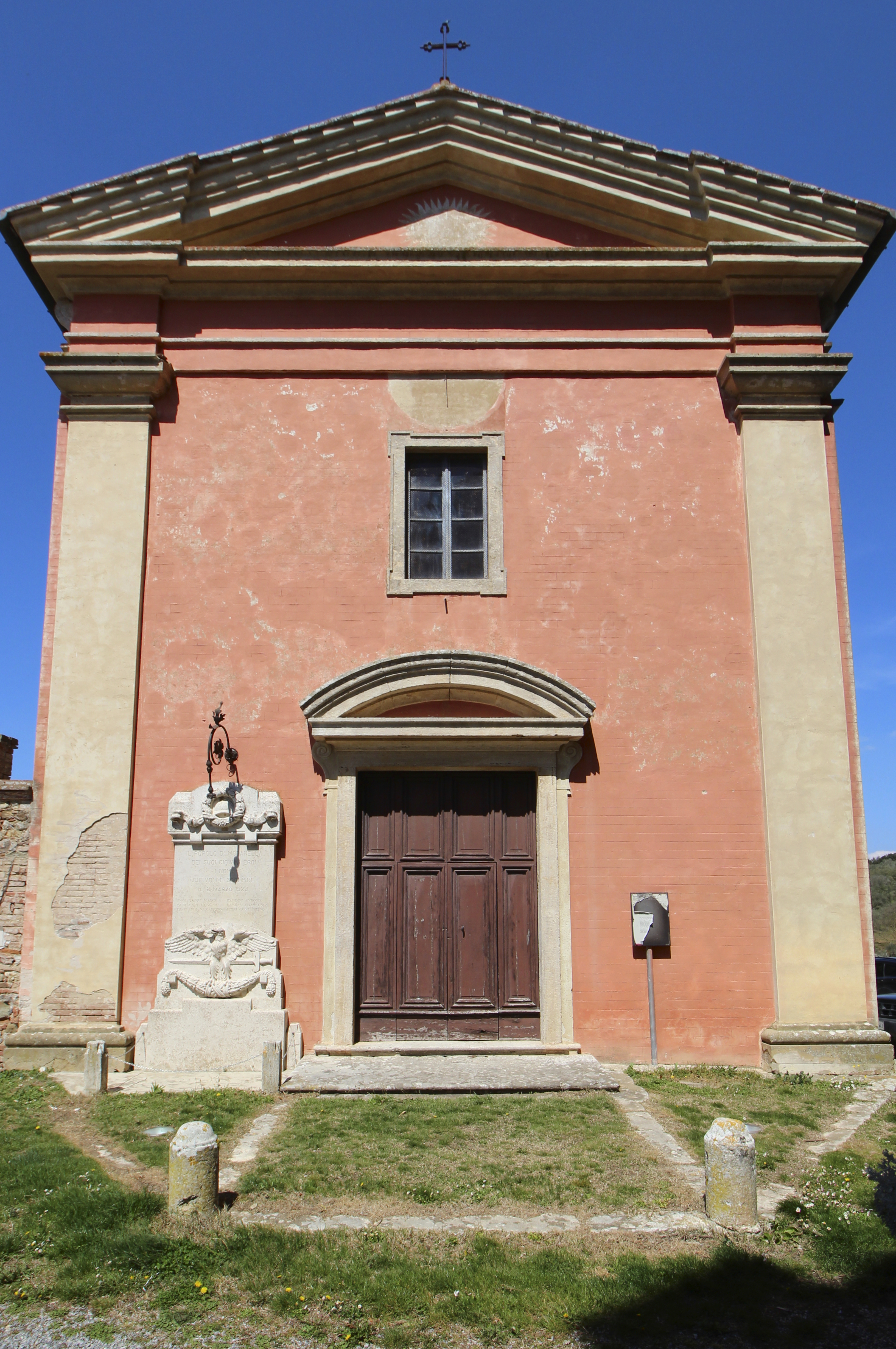
La chiesa di San Giovanni Evangelista

Chiesa di San Giovanni Evangelista
Chiesa parrocchiale della frazione, risale al periodo medievale e fu patronato della famiglia Piccolomini. Nel XIX secolo subì un restauro che conferì alla facciata un aspetto neoclassico, mentre l'interno è il risultato di una ristrutturazione seicentesca. Tra le opere di pregio, si segnalano un dipinto raffigurante la Cena di Emmaus attribuito a Raffaello Vanni e un crocifisso ligneo del 1657 venerato dalla popolazione e al quale è dedicata la festa locale ogni primo venerdì di marzo.
Castello di Modanella
Imponente fortificazione sorta durante il Medioevo e ricostruita nel XVI secolo, conserva ancora buona parte della cinta muraria esterna con torri con basamento a scarpa. All'interno si apre il cortile con un porticato del XVI secolo.